# 科博
12°9′N 39°38′E / 12.150°N 39.633°E
科博（Kobo）是埃塞俄比亞北部阿姆哈拉州北沃洛地區的小鎮，平均海拔1,468米。
根據埃塞俄比亞中央統計局2005年人口普查的資料，科博人口約36,147，其中男性18,552人，女性17,595人。2007年3月，州政府宣布設立國營棉花廠，利用305公頃土地種植棉花，造價6,300萬埃塞俄比亞比爾。同年4月，有50個床位的醫院落成。